# Harlequin
Harlequin es la tercera banda sonora de la cantautora estadounidense Lady Gaga, lanzada el 27 de septiembre de 2024 bajo el sello Interscope Records. Concebido como un álbum conceptual, la cantante adopta el personaje de Harley Quinn, que interpreta en la película Joker: Folie à Deux (2024), funcionando así como un complemento de la cinta. Gaga afirmó que tuvo que desaprender su técnica vocal habitual para explorar nuevos estilos desde la perspectiva de Harley, experimentando con matices vocales únicos para el disco.
En palabras de la propia artista, Harlequin es «un álbum para celebrar la complejidad de una mujer que alberga peligro, pero también dulzura». El disco incluye principalmente versiones de temas populares en el teatro, abarcando géneros como la ópera, el jazz y el soft rock. Además, presenta dos canciones originales, «Folie à Deux» y «Happy Mistake», escritas y producidas por la cantante junto a BloodPop y Benjamin Rice.
El álbum fue bien recibido por la crítica especializada, que destacó su enfoque experimental y el rendimiento vocal de Gaga. En Metacritic, obtuvo una calificación promedio de 73 puntos sobre 100. Comercialmente, alcanzó la vigésima posición del Billboard 200 en los Estados Unidos e ingresó al top 10 en países como Alemania, España, Francia y Suiza. Como parte de la promoción, Gaga grabó un clip de la canción «The Joker» en colaboración con el Museo del Louvre de París, ofreció múltiples entrevistas y realizó interpretaciones en vivo de algunos temas en programas como Jimmy Kimmel Live!.

## Antecedentes y lanzamiento

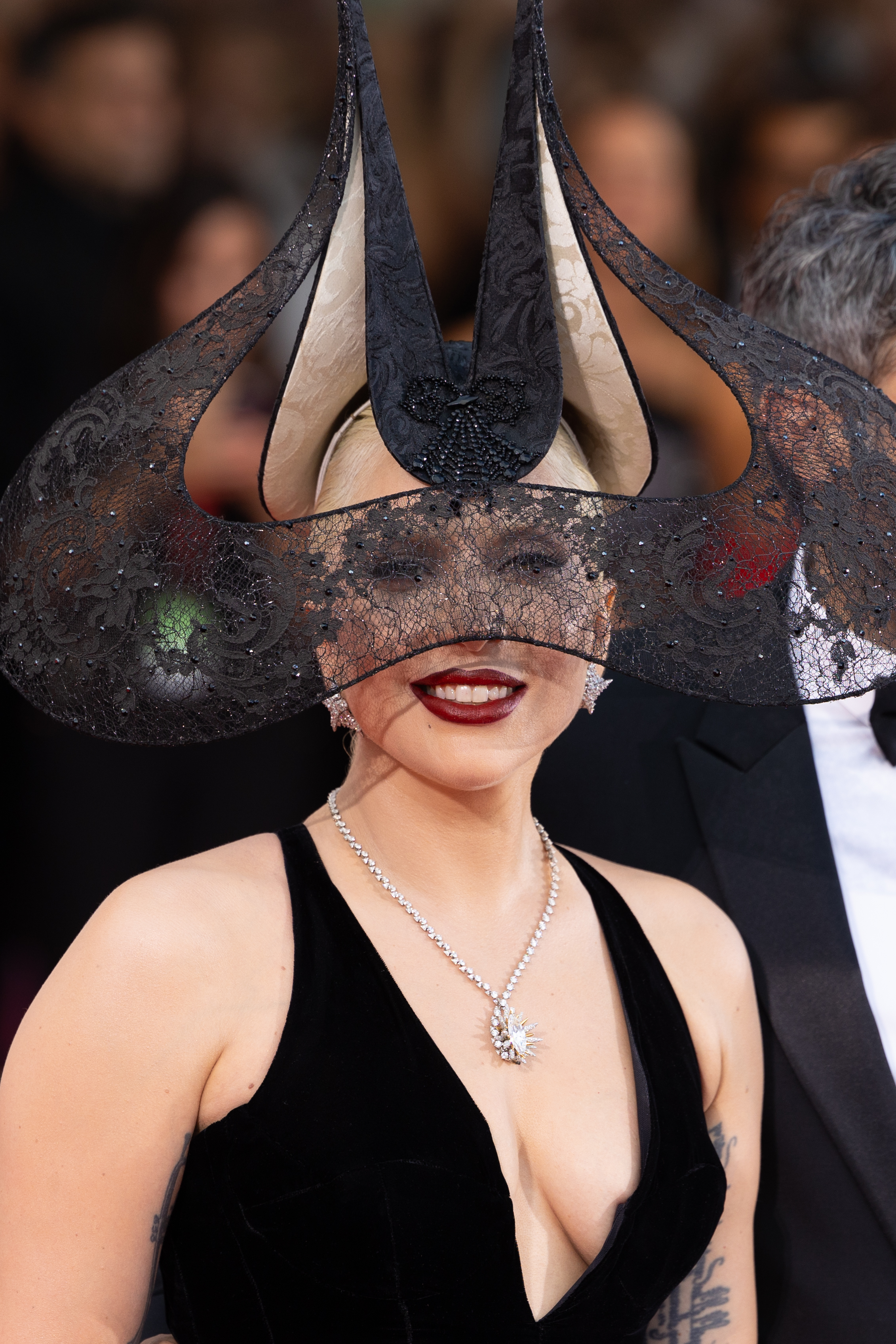
Gaga en el estreno de Joker: Folie à Deux (2024).

A lo largo de 2023 y 2024, Gaga estuvo ofreciendo entrevistas y anticipando lo que sería su siguiente álbum de estudio, que había apodado como «LG7» y que tenía lanzamiento previsto para 2025. El 24 de septiembre de 2024, numerosos anuncios aparecieron en Los Ángeles y Nueva York para promocionar un proyecto de la artista apodado «LG 6.5», que más tarde anunció por medio de sus redes sociales que se trataba de un álbum titulado Harlequin, cuyo lanzamiento se llevaría a cabo el 27 de septiembre de 2024 y funcionaría como complemento de Joker: Folie à Deux (2024), película donde interpreta al personaje de Harley Quinn. En una entrevista con Entertainment Weekly, Gaga describió al disco como un homenaje a la complejidad del personaje de Harley Quinn y declaró que «la idea detrás del álbum fue hacer algo para celebrar la complejidad de una mujer que tiene peligro dentro de sí y, al mismo tiempo, dulzura».
Por otro lado, la cantante explicó en una entrevista con Rolling Stone que para Harlequin combinó su propio estilo vocal con una interpretación inspirada en la voz de Lee, ya que utiliza el personaje usa «voz ingenua y casi infantil en algunas canciones mientras que en otras adopta un tono más nostálgico y suave». Al respecto, afirmó que tuvo que desaprender a cantar y reducir su técnica para experimentar con nuevos estilos vocales, probando cómo sonaría el personaje en géneros como el jazz, el surf-punk y el vals, lo que a su vez «refleja la personalidad cambiante de Harley Quinn y su voz esquizofrénica».

Como mujer, elijo ser lo que quiera y quien quiera en cualquier momento, sin importar cómo me sienta. Y no importa lo que quieras de mí, seré yo misma. Gracias. Con amor, Harlequin.

### Portada
Simultáneamente con el anuncio del disco, Gaga reveló su portada, donde aparece vestida en una ducha con el agua lavando su maquillaje. Hablando sobre su inspiración para el álbum, explicó que sintió que aún no había terminado con el personaje cuando culminó el rodaje de la cinta, lo que la llevó a crear Harlequin. Una portada alternativa, utilizada para un vinilo exclusivo vendido solo en la tienda web de Gaga, la muestra en un dormitorio desordenado, acostada en la cama mirando hacia el techo. Nuevamente lleva el cabello naranja, mientras que los objetos presentes en la escena hacen referencia a momentos anteriores de su carrera, incluidas sus colaboraciones con Tony Bennett y su gira Joanne World Tour (2017–2018). La contraportada del álbum presenta una fotografía de un dormitorio desordenado con la pintura Stańczyk (1862) del pintor polaco Jan Matejko colgada en la pared.

## Recepción

### Respuesta crítica
Harlequin tuvo una recepción crítica mayormente favorable, con los expertos destacando principalmente la voz de Gaga y su versatilidad. En el agregador de Metacritic, logró 73 puntos de 100 sobre la base de nueve reseñas, lo que denota «críticas mayormente favorables», mientras que en el agregagor del sitio web AnyDecentMusic? tuvo una puntuación de 6.6 sobre 10, también basada en nueve reseñas. Tony Clayton-Lea de The Irish Times calificó al álbum con cuatro estrellas de cinco y escribió que «lo que hace que Harlequin destaque son los tratamientos estilísticos que fusionan el deslumbramiento de las melodías de los espectáculos con la inquietante imprevisibilidad de Harley Quinn». Helen Brown de The Independent le dio tres estrellas de cinco y mostró fascinación por los momentos de locura dentro del disco que evocan a Harley Quinn, pero agregó que solo ciertos temas sacan a relucir el corazón del personaje. Stephen Daw de la revista Billboard expresó que:

El nuevo álbum de Gaga es una mezcla de canciones de Joker y versiones de clásicos del pop, además de un par de canciones originales que Gaga escribió específicamente para el álbum para completar el conjunto. Con su voz siempre impresionante, Gaga logra tomar cada una de estas canciones queridas y transformarlas en su propia visión de una comedia inspirada en Harley Quinn.

En su artículo para la revista Rolling Stone, Rob Sheffield le dio al álbum tres estrellas y media de cinco, y lo describió como una «colección exuberante de clásicos de jazz». Sal Cinquemani de Slant Magazine lo calificó con tres estrellas y media de cinco, y mencionó que «ponerse el traje a cuadros de Harley Quinn le ha dado a Gaga la oportunidad de exhibir su destreza vocal de maneras que a menudo parecen forzadas en su habitual ambiente pop contemporáneo». Neil Z. Yeung de Allmusic lo calificó con cuatro estrellas de cinco y expresó que «se siente como un respiro de aire fresco en el catálogo de Lady Gaga alejado de las expectativas de sus típicos álbumes pop». El crítico alabó especialmente «Happy Mistake» al decir que es «otra muestra poderosa de su voz en constante evolución, que casi eclipsa la guitarra acústica austera y la producción atmosférica y arremolinada», y cerró su reseña diciendo que «de principio a fin, este es un codiciado trabajo sin relleno, elevado por el enfoque divertido y liberador que ayuda al oyente a escapar de la realidad y superar los límites como los personajes de la película».

### Rendimiento comercial
En los Estados Unidos, Harlequin debutó en la vigésima posición del Billboard 200, tras haber vendido 25 mil unidades, de las cuales 16 mil fueron copias físicas y descargas digitales, lo que le permitió debutar en el tercer puesto del listado Top Album Sales. Esto supuso el mayor debut en ventas de cualquier álbum de jazz desde Love for Sale (2021), álbum colaborativo entre Gaga y Tony Bennett, que logró 41 mil unidades en su semana debut. También recibió un total de 11.3 millones de streams en diversas plataformas, lo que marcó el mayor número de reproducciones por cualquier álbum de jazz desde Bewitched (2023) de Laufey. Por otro lado, Harlequin debutó en la primera posición de los listados Top Jazz Albums y Top Traditional Jazz Albums, con lo que marcó el tercer álbum de la artista en lograrlo, tras Love for Sale y Cheek to Cheek (2014).
En Austria, Francia y Suiza, alcanzó las posiciones número 8, 10 y 4, respectivamente, lo que marcó el noveno álbum de Gaga en ingresar al top 10 de dichos países. En Alemania, logró el noveno puesto y se convirtió en el octavo disco de la artista en entrar a los diez primeros. En España, llegó hasta la quinta casilla de su lista semanal y marcó su séptimo álbum en ingresar al top 10. Harlequin también consiguió entrar a los listados de otros países como Australia, Canadá, Italia, Nueva Zelanda y el Reino Unido.

## Promoción
Tras el anuncio del álbum, Gaga publicó un videoclip grabado en el Museo del Louvre en París, donde aparece bailando por las instalaciones y dibujando una sonrisa con labial en la pintura de La Gioconda, en referencia a una de las escenas de Joker: Folie à Deux (2024); dicho clip utiliza «The Joker» como tema de fondo. En el video, la cantante simula estar caracterizada de Harley, llevando un vestido campestre, zapatillas Converse y medias de lunares, además de tener el pelo teñido de rojo.
También ofreció una entrevista en el programa Jimmy Kimmel Live! e interpretó «Happy Mistake», donde vistió un conjunto de arlequín diseñado por ella, inspirándose en el personaje de Quinn. Gabriel Cárcoba de Jenesaispop describió la presentación como «emocionante y superadora por mucho al material original del disco», y añadió que «Gaga se convierte totalmente en Harley Quinn, con sus tocs y movimientos erráticos y, aún así, es una de las veces en las que mejor ha sonado su voz».

## Lista de canciones
- Edición estándar

| N.º   | Título                           | Escritor(es)                                            | Duración |  |
| 1.    | «Good Morning»                   | Lady Gaga, Arthur Freed, Michael Polansky, Nacio Brown  | 2:46     |  |
| 2.    | «Get Happy»                      | Lady Gaga, Harold Arlen, Michael Polansky, Ted Koehler  | 3:11     |  |
| 3.    | «Oh, When the Saints»            | Tradicional                                             | 3:42     |  |
| 4.    | «World on a String»              | Harold Arlen, Ted Koehler                               | 2:37     |  |
| 5.    | «If My Friends Could See Me Now» | Lady Gaga, Cy Coleman, Dorothy Fields, Michael Polansky | 2:41     |  |
| 6.    | «That's Entertainment»           | Arthur Schwartz, Howard Dietz                           | 4:09     |  |
| 7.    | «Smile»                          | Charlie Chaplin, John Turner, Geoffrey Parsons          | 3:38     |  |
| 8.    | «The Joker»                      | Leslie Bricusse, Anthony Newley                         | 2:54     |  |
| 9.    | «Folie à deux»                   | Lady Gaga                                               | 2:58     |  |
| 10.   | «Gonna Build a Mountain»         | Leslie Bricusse, Anthony Newley                         | 2:51     |  |
| 11.   | «Close to You»                   | Burt Bacharach, Hal David                               | 2:44     |  |
| 12.   | «Happy Mistake»                  | Lady Gaga, BloodPop                                     | 4:05     |  |
| 13.   | «That's Life»                    | Dean Kay, Kelly Gordon                                  | 3:04     |  |
| 41:33 |                                  |                                                         |          |  |

## Posicionamiento en listas

### Semanales
| América           |                             |    |
| Canadá            | Canadian Albums             | 66 |
| Estados Unidos    | Billboard 200               | 20 |
| Estados Unidos    | Top Album Sales             | 3  |
| Estados Unidos    | Top Vinyl Albums            | 3  |
| Estados Unidos    | Top Jazz Albums             | 1  |
| Estados Unidos    | Top Traditional Jazz Albums | 1  |
| Europa            |                             |    |
| Alemania          | Offizielle Top 100          | 9  |
| Austria           | Austrian Albums Chart       | 8  |
| Bélgica (Flandes) | Ultratop 200 Albums         | 65 |
| Bélgica (Valonia) | Ultratop 200 Albums         | 20 |
| España            | Top 100 Semanal             | 5  |
| Finlandia         | Suomen virallinen lista     | 43 |
| Francia           | French Albums Chart         | 10 |
| Irlanda           | Irish Albums Chart          | 55 |
| Italia            | Italian Albums Chart        | 12 |
| Lituania          | Lithuanian Albums           | 69 |
| Países Bajos      | Dutch Albums Top 100        | 71 |
| Polonia           | Polish Albums Chart         | 73 |
| Portugal          | Portuguese Albums Chart     | 44 |
| Reino Unido       | UK Albums Chart             | 11 |
| Suiza             | Swiss Albums Chart          | 4  |
| Oceanía           |                             |    |
| Australia         | ARIA Top 50 Albums          | 40 |
| Nueva Zelanda     | Top 40 Albums               | 28 |